# Разрядные полки
Разрядные полки — военно-окружные полки, существовавшие в Русском царстве во второй половине XVII века.
Разрядные полки как и разряды подчинялись Разрядному приказу. Разрядные полки являлись соединением (предтечей постоянных формирований вооружённых сил Руси (России) — бригад и дивизий) и включали в себя выборные полки различных служб: стрельцы, драгуны пешей и конной службы, гусары, пикинёры, мушкетёры, солдаты и так далее. Выборные полки именовались по месту выбора служилых людей (город, местность, уезд), роду службы и их командирам.

## История
Дворяне и дети боярские, составлявшие основную часть русского войска в XVI веке, были закреплены за определёнными городами (уездами). Эти города объединялись в группы — разряды. В начале XVI века существовали Московский и Новгородский разряды. Полки поместной конницы несли службу на южных границах и дислоцировались в определённых краях (странах, областях) России. Во второй половине XVI века эти края (области) превратились в новые разряды, выделившись из состава Московского. В XVII веке число разрядов возрастает, и к 1680-м годам достигает 10. Функционально каждый разряд представлял собой аналог современного военного округа и включал в себя до нескольких десятков городов с уездами. Служилые люди каждого разряда образовывали разрядный («боярский») полк. Управление разрядом и соответствующим ему разрядным полком осуществлял воевода — боярин или окольничий. Каждый воеводский полк состоял из нескольких полков солдаты, рейтар, драгун, стрельцов, поместной конницы, который возглавлялся воеводой с «товарищами».
Вплоть до воцарения Михаила Фёдоровича войско делилось на титульные полки. В начале Русско-польской войны, в 1654 году было сформировано войско, так же делившееся на 5 титульных полков. Однако в ходе войны возросла роль полков нового строя, а вместе с тем — снизилась роль поместного войска, представлявшего собой основу вооружённых сил того времени. Это привело к возникновению новой войсковой организации. Теперь походное войско формировалось из разрядных, а не воеводских полков (сохранился только Большой полк, комплектуемый из ратных людей центральных городов). Впервые такая организация упоминается в 1668—1669 годах, когда русское войско, действовавшее на Украине, состояло из Севского, Белгородского и Смоленского разрядных полков. В походе 1674 года на Правобережную Украину войско состояло из Большого полка, «в левой руке» у него был Новгородский разрядный полк, а «в правой руке» — Белгородский и Севский. В походе 1678—1679 годов войско состояло из Большого, Новгородского, Казанского, Рязанского, Севского и Белгородского полков.
В результате структура войска в мирное время выглядела следующим образом. Основной организационной единицей был полк определённого рода оружия (войск). Несколько таких полков (стрелецких, солдатских, рейтарских и так далее) составляли воеводский или генеральский полк, в некоторых случаях генеральские полки входили в состав воеводских. Воеводские полки составляли боярский — разрядный полк. Исключением продолжал оставаться Большой полк, который, будучи боярским, не являлся разрядным, и собирался только в военное время. Во время походов боярские полки объединялись под командованием первого воеводы Большого полка.
В 1680 году была осуществлена военно-окружная реформа, в результате которой все ратные люди были перераспределены по 9 разрядам. Это были Московский, Северский (Севский), Владимирский, Новгородский, Казанский, Смоленский, Рязанский, Белгородский и Тамбовский разряды (Тульский или Украинный был упразднён, Сибирские разряды реформа не затронула). В результате этой реформы вся европейская часть России была разделена на разряды, ратные люди которых были сформированы в разрядные полки. Был сформирован постоянный Большой полк, расположенный в одном из приграничных разрядов.
В начале XVIII века, в результате административных и военных реформ Петра I, разрядная система была упразднена.

## Список полков
Существовали следующие боярские (генеральские) полки, иногда их называли разрядами (пример, Московский разряд):
- Московский
- Севский
- Владимирский
- Новгородский
- Казанский
- Смоленский
- Рязанский
- Белгородский
- Тамбовский
- Тульский (ранее, Украинный)
- Тобольский
- Томский
- Енисейский